# Fernando Obradors
Fernando Jaumandreu Obradors (* 1897 in Barcelona; † 1945 in Barcelona) war ein spanischer Komponist. Er war Leiter des Gran Canaria Philharmonic Orchestra und lehrte später am Konservatorium in Las Palmas. Zwischen 1921 und 1941 schrieb er vier Bände klassischer spanischer Liederbücher Canciones Clásicas españolas.